# Mewa polarna
Mewa polarna (Larus glaucoides) – gatunek dużego ptaka wodnego z rodziny mewowatych (Laridae), zamieszkujący Amerykę Północną, zimą także Europę. Nie jest zagrożony wyginięciem.

## Podgatunki i zasięg występowania
Mewa polarna zamieszkuje w zależności od podgatunku:
- mewa arktyczna[4] (L. glaucoides thayeri) – północna Kanada od Wyspy Banksa na wschód do północnej części Zatoki Hudsona i Ziemi Baffina (na wschód do okolic Home Bay), na północ przez Wyspę Ellesmere’a do zachodniej Grenlandii (w pobliżu Qaanaaq). Zimuje na wybrzeżu Pacyfiku od południowo-zachodniej Kanady (Kolumbia Brytyjska) do północno-zachodniego Meksyku (Kalifornia Dolna); regularnie, ale niezbyt powszechnie pojawia się w regionie Wielkich Jezior[5]. Systematyka tego taksonu przez wiele lat była sporna, przez niektórych badaczy był klasyfikowany jako podgatunek mewy srebrzystej (L. argentatus), inni uznawali go za osobny gatunek[4][5][6].
- mewa polarna[4] (L. glaucoides glaucoides) – Grenlandia. Zimuje na północnym Atlantyku, w tym na wybrzeżach północno-zachodniej Europy[7]. Do Polski zalatuje sporadycznie (do 2013 stwierdzona 41 razy[8]).
- mewa śnieżna[4] (L. glaucoides kumlieni) – północno-wschodnia Kanada[6]. Zimuje od południowo-wschodniej Kanady (Labrador) na południe po wschodnią część Wielkich Jezior i wschodnie wybrzeża USA (po Wirginię)[7].

## Morfologia
WyglądWyraźny jedynie dymorfizm wiekowy. Dorosłe ptaki białe, o bladopopielatym grzbiecie i skrzydłach. Końce skrzydeł również białe. Dziób żółty z czerwoną plamką, nogi różowe. Od mewy bladej (Larus hyperboreus) różni się delikatniejszym dziobem i czerwoną obrączką wokół oka w okresie godowym. Osobniki młodociane w pierwszym roku szarobrązowe z ciemnymi plamkami, nogi różowe, dziób do połowy czarny, o różowej nasadzie. Szatę ostateczną osiągają w 4. roku życia.
Wymiary średniedługość ciała ok. 50–66 cm
rozpiętość skrzydeł ok. 115–140 cm
masa ciała ok. 820–1100 g

## Ekologia i zachowanie

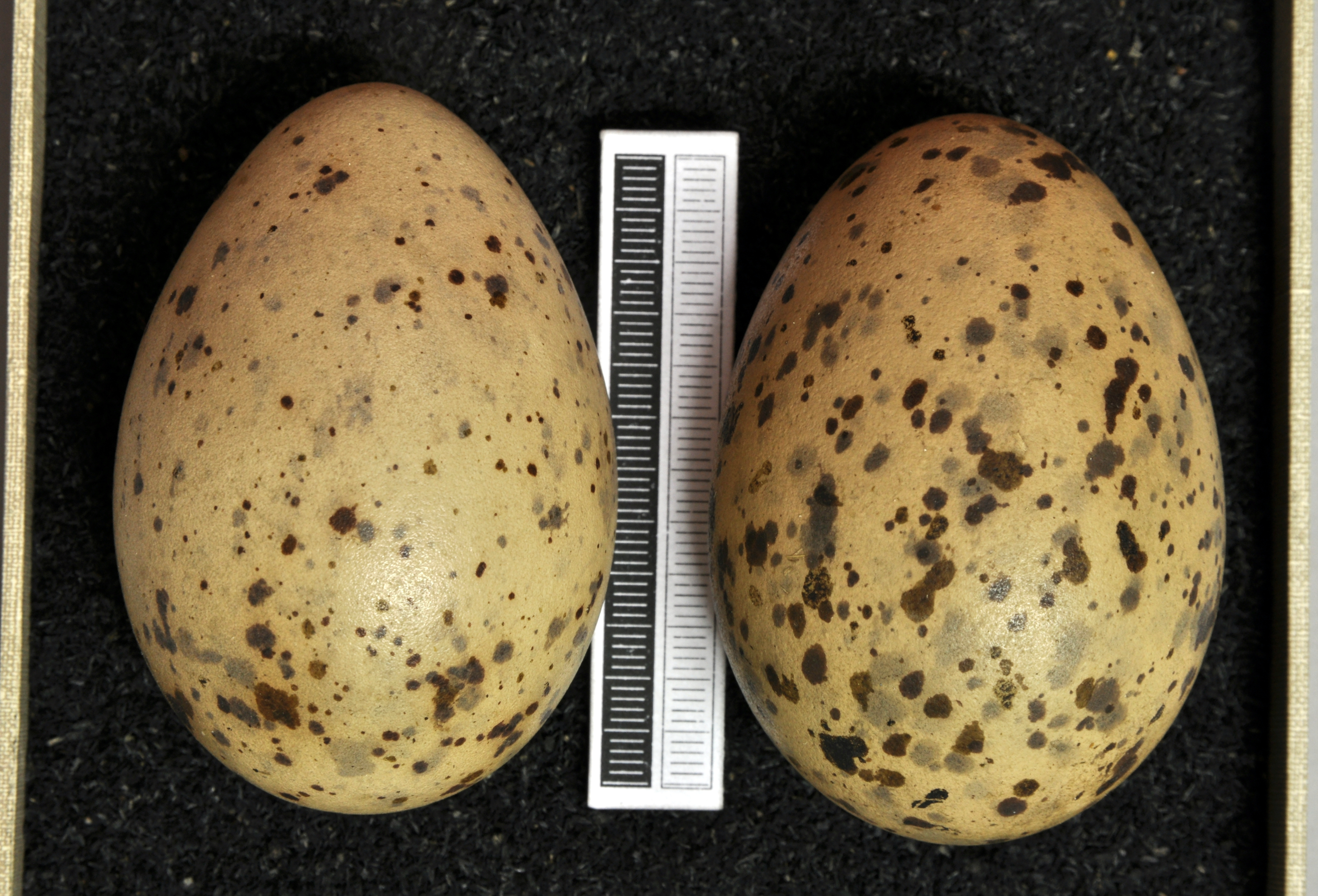
Jaja z kolekcji muzealnej

BiotopMorskie wybrzeża, zapuszczając się niekiedy kilka kilometrów w głąb lądu. Zimuje na pełnym morzu, rzadziej nad brzegami rzek i jezior.
GniazdoNa klifie, tworzy niewielkie kolonie.
JajaW ciągu roku wyprowadza jeden lęg, składając 1–3 szarobrązowawych jaj pokrytych ciemnymi cętkami.
WysiadywanieJaja wysiadywane są przez okres 28–30 dni przez obydwoje rodziców.
PisklętaPierzą się w wieku 35–40 dni.
PożywienieWszystkożerna. Poza bezkręgowcami i drobnymi kręgowcami, zarówno lądowymi jak i wodnymi, pożera również odpadki, a także rośliny.

## Status i ochrona
Międzynarodowa Unia Ochrony Przyrody (IUCN) uznaje mewę polarną za gatunek najmniejszej troski (LC – Least Concern). Całkowitą liczebność populacji szacuje się na około 100–500 tysięcy osobników. Trend liczebności populacji uznawany jest za stabilny.
W Polsce objęta ścisłą ochroną gatunkową.